# Celaeno (gwiazda)
Celaeno (16 Tauri) – gwiazda znajdująca się w gwiazdozbiorze Byka. Jest jedną z najjaśniejszych gwiazd gromady otwartej Plejad. Znajduje się około 377 lat świetlnych od Słońca.

## Nazwa
Gwiazda ta nosi tradycyjną nazwę Celaeno, wywodzącą się z mitologii greckiej. Nimfa Kelajno była jedną z siedmiu Plejad. Gwiazda jest nazywana nieoficjalnie „Zagubioną Plejadą”, co wiąże się z długą tradycją, że z siedmiu sióstr widocznych jest sześć (starożytni autorzy podają różną liczbę). Terminem tym określano także Merope i Elektrę, choć obie gwiazdy są jaśniejsze niż Celaeno i raczej nie mogły być przeoczone. Grupa robocza Międzynarodowej Unii Astronomicznej do spraw uporządkowania nazewnictwa gwiazd zatwierdziła użycie nazwy Celaeno dla określenia tej gwiazdy.

## Charakterystyka

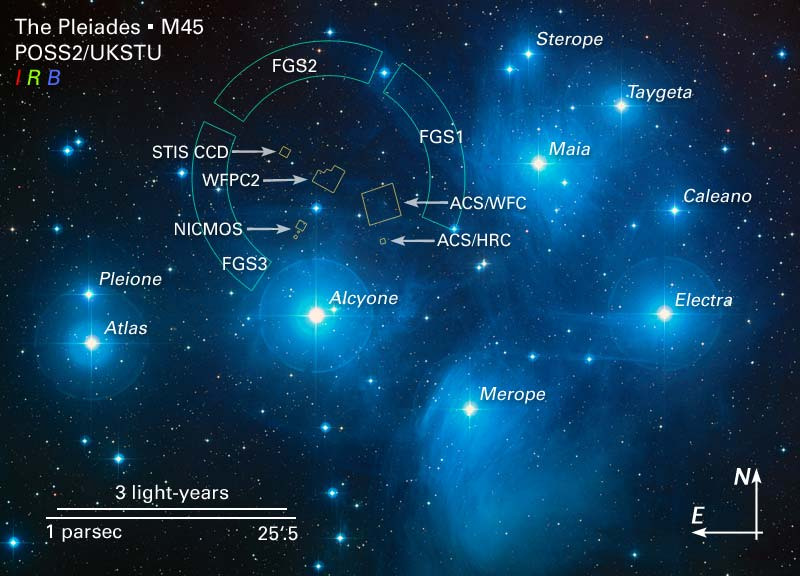
Mapa Plejad

16 Tauri to błękitna gwiazda typu widmowego B o obserwowanej wielkości gwiazdowej wynoszącej +5,46m. Ekstynkcja międzygwiazdowa zmniejsza blask gwiazdy o około 0,3m. Prędkość obrotu gwiazdy wokół własnej osi wynosi około 246 km/s. Jej promień jest trzykrotnie większy od słonecznego, masa to 3,7 M☉. Choć jest sklasyfikowana jako podolbrzym, to najprawdopodobniej wciąż jeszcze prowadzi w jądrze syntezę wodoru w hel, pozostając na ciągu głównym. Temperatura fotosfery tej gwiazdy wynosi 13 200 K, w związku z czym gwiazda emituje dużo promieniowania ultrafioletowego.
Celaeno ma bliską towarzyszkę, sześciokrotnie słabszą gwiazdę, odległą o 0,0062 sekundy kątowej. Jest to najprawdopodobniej gwiazda typu widmowego A3, krążąca w odległości mniejszej niż 1 au wokół jaśniejszej gwiazdy; obieg zajmuje jej nieco mniej niż pół roku. Została ona odkryta podczas zakrycia Celaeno.